# Флопінет

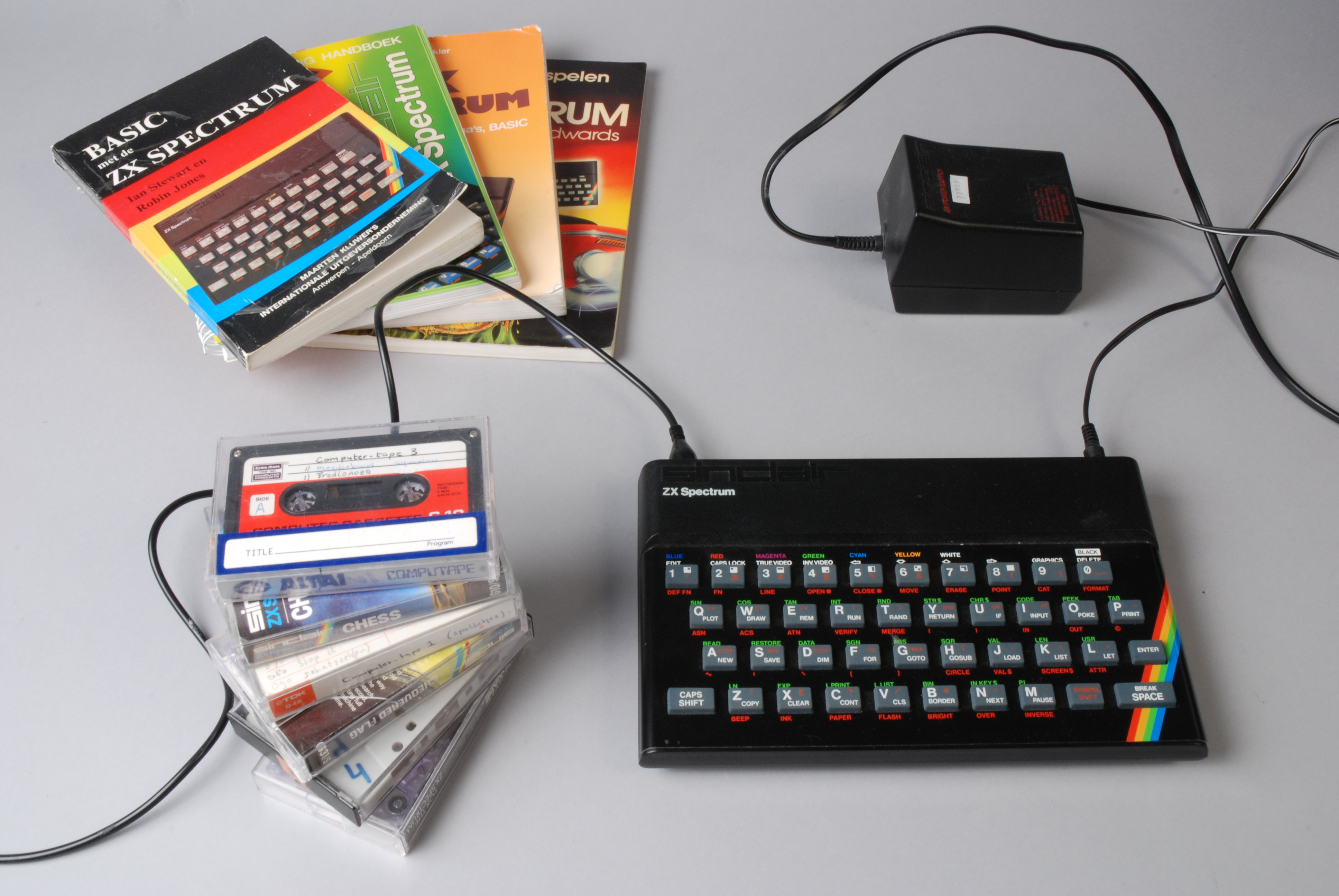
Комп'ютер Sinclair (ZX Spectrum), з адаптером, чотирма книгами та сімома касетами з іграми.

Флопіне́т — неформальний термін, що означає використання змінних носіїв інформації (переважно дискет — флоппі-дисків, від яких і дістав свою назву) для перенесення файлів між комп'ютерами. Приставка «-нет» в іронічній формі вказує на схожість цього способу передачі інформації з комп'ютерною мережею, в той час, коли використання «справжньої» комп'ютерної мережі з певних причин неможливе.

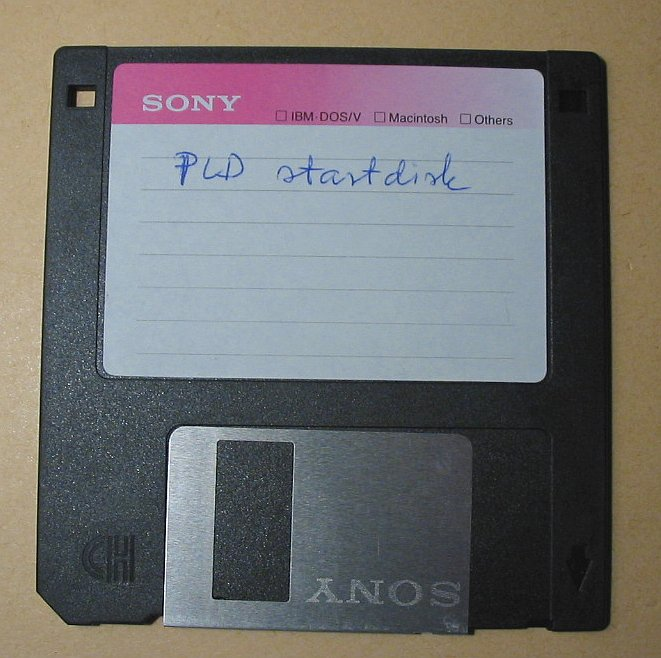
Гибкий диск / Дискетка / Дискета

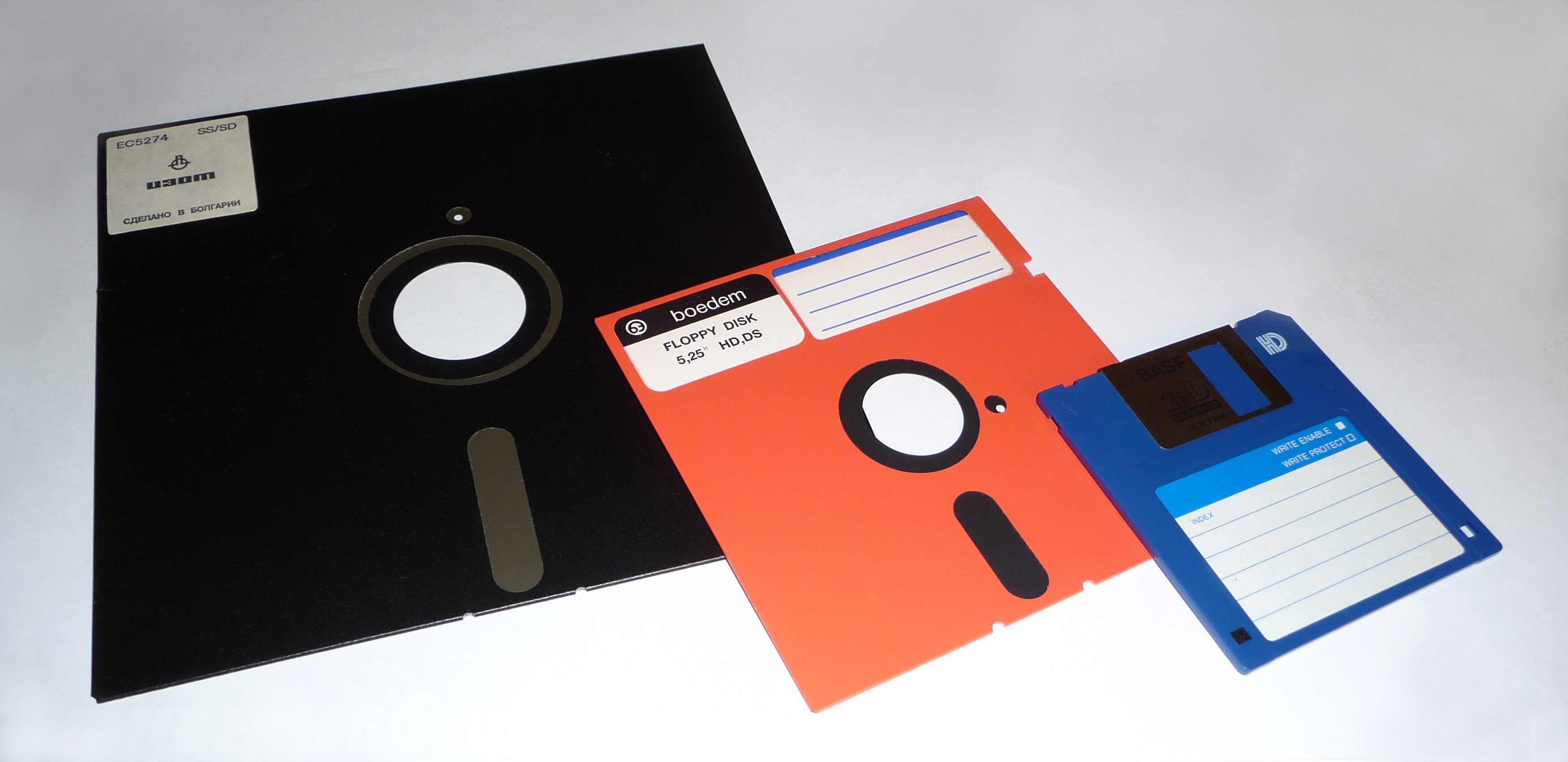
Дискети: 8", 5.25" и 3.5″

В часи Фідонету деякі користувачі мережі, що не мали модему, переносили архіви з повідомленнями, які зазвичай мали передаватися модемом, на дискетах. 

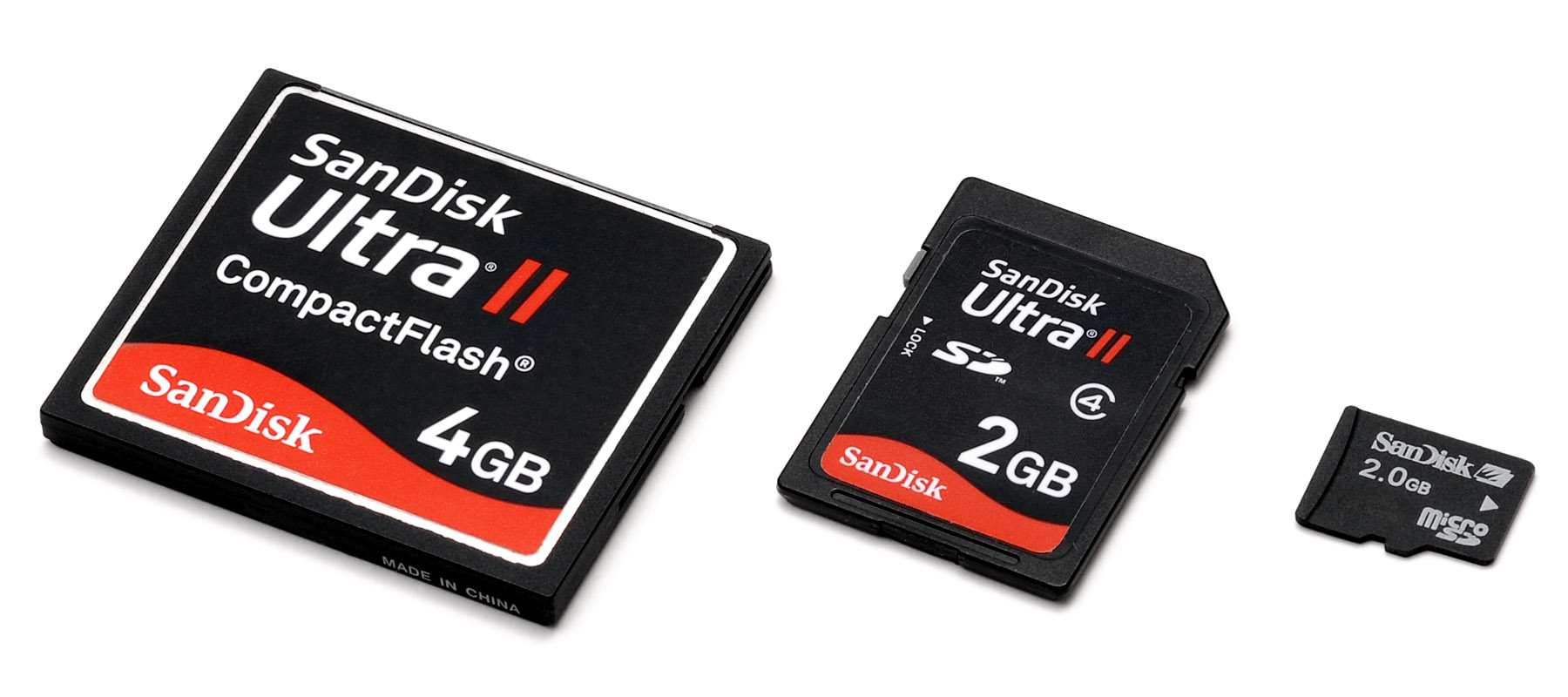
Порівняння трьох карт пам'яті різних розмірів. Зліва направо: Compact Flash, Secure Digital (SD) і micro SD.

У 2009 році в ПАР було проведено напівжартівливі перегони: 4 гігабайти даних передали на 97 км по ADSL, автомобілем з флешкою і голубом з MicroSD, з беззастережною перемогою останнього. 

## Подібні концепції
DTN
IP за допомогою поштових голубів